# Lijst van impressionisten

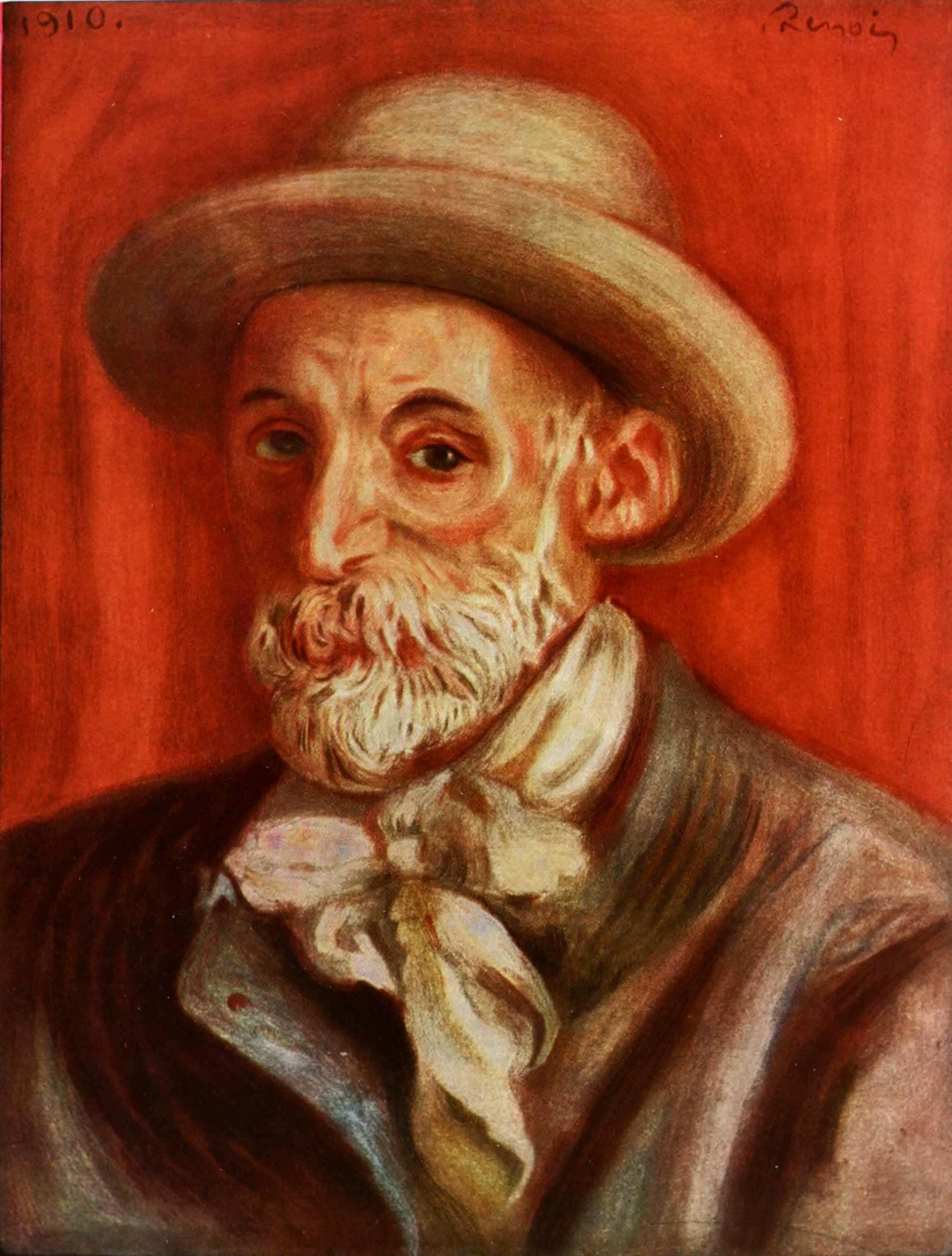
Pierre-Auguste Renoir, zelfportret

Hieronder volgt een lijst van kunstenaars van het impressionisme, of van hen die daar nauw mee geassocieerd worden. Ook kunstenaars die overwegend tot het neo-impressionisme of het postimpressionisme worden gerekend zijn in de lijst opgenomen. De lijst is gerangschikt naar land/regio en daarbinnen naar geboortejaar.  

## Nederland
- Johan Barthold Jongkind 1819-1891
- Jacob Maris 1837-1899
- Anton Mauve 1838-1888

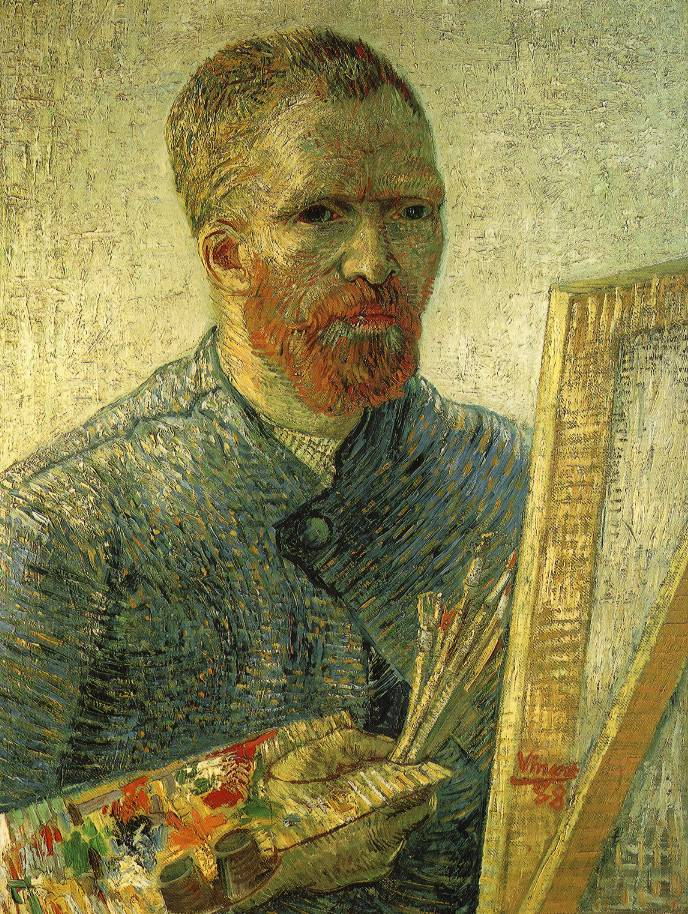
Vincent van Gogh, zelfportret

- Frederik Hendrik Kaemmerer 1839-1902
- Meijer de Haan 1852-1895
- Vincent van Gogh 1853-1890
- Willem Cornelis Rip 1856-1922
- George Hendrik Breitner 1857-1923
- Siebe ten Cate 1858-1908
- Jan Toorop 1858-1928
- Henry Luyten 1859-1945
- Willem Witsen 1860-1923
- Floris Verster 1861-1927
- Willem de Zwart 1862-1931
- Isaac Israëls 1865-1934
- Co Breman 1865-1938
- Ferdinand Hart Nibbrig 1866-1915
- Antoon van Welie 1866-1956
- Maurits Niekerk 1871-1940
- Otto Kriens 1873-1930
- Stephen Robert Koekkoek 1887-1934
- Evert Musch 1918-2007
- Jan Hendrik Weissenbruch 1824-1903

## België
- Franz Binjé 1835-1900
- Emile Claus 1849-1924
- Isidore Verheyden 1846-1905
- Anna Boch 1848-1936
- Gustave Den Duyts 1850-1897
- Maurice Hagemans 1852-1917
- Willy Finch 1854-1930
- Eugène Boch 1855-1941
- Rodolphe Wytsman 1860-1927
- Guillaume Van Strydonck 1861-1937
- Théo van Rysselberghe 1862-1926
- Frantz Charlet 1862-1928
- Georges Buysse 1864-1916
- Georges Lemmen 1865-1916
- Emile Lecomte 1866-1938
- Auguste Oleffe 1867-1931
- Henri Evenepoel 1872-1899
- Jenny Montigny 1875-1937
- Georges-Émile Lebacq 1876-1950
- Paul-Jean Martel 1878-1944

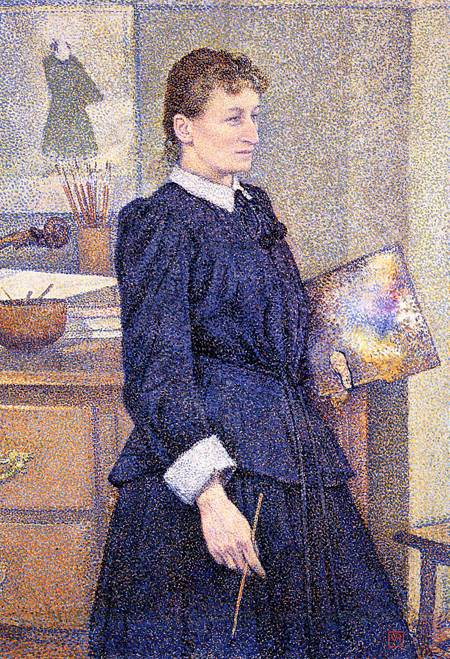
Anna Boch, door Théo van Rysselberghe

- Pieter Franciscus Dierckx 1871-1950
- Modest Huys 1874-1932
- Armand Apol 1879-1950
- Angelina Drumaux 1881-1953
- Jean Colin 1881-1961
- Rik Wouters 1882-1916
- Taf Wallet 1902-2001
- Paul Permeke 1918-1990

## Frankrijk
- Jean François Millet 1814-1875

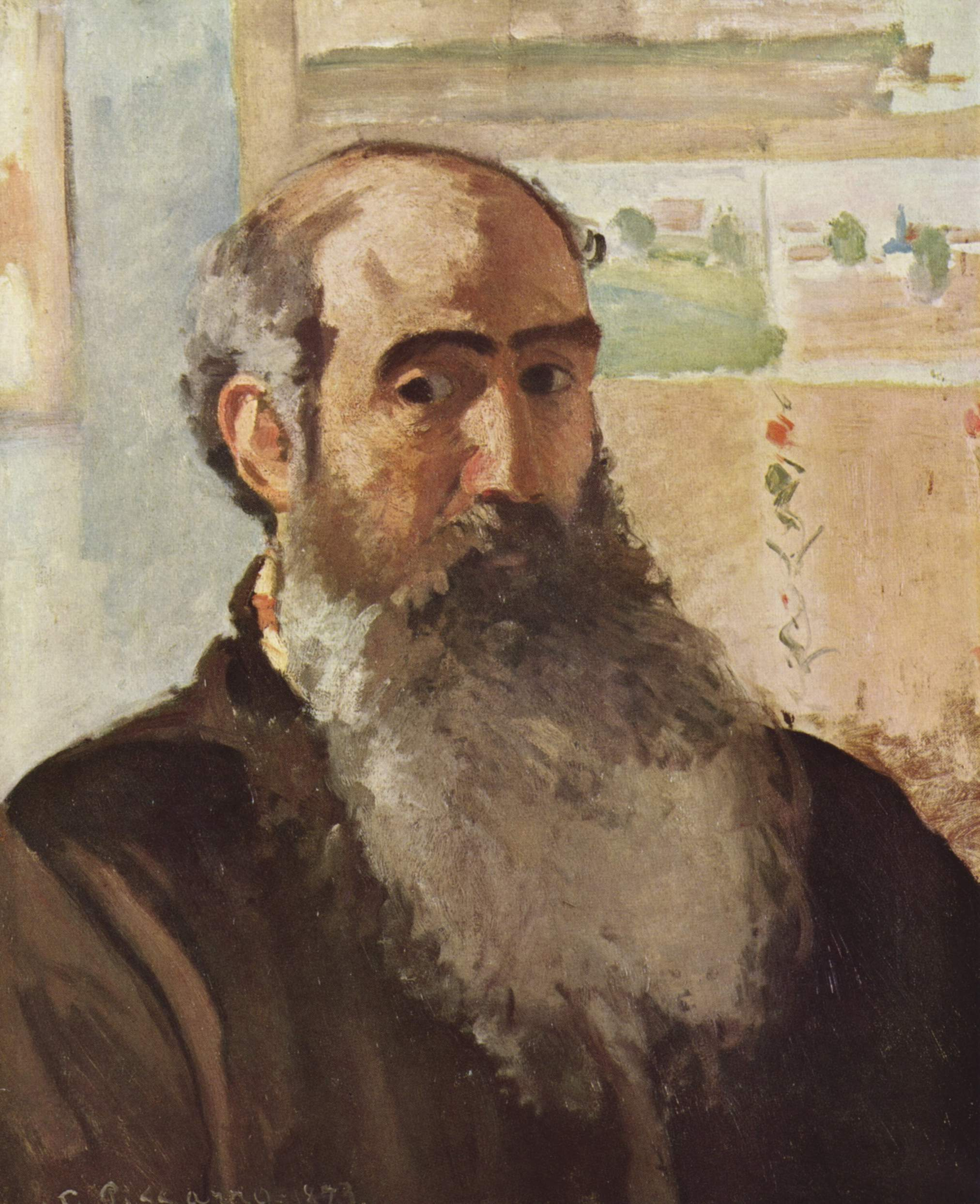
Camille Pissarro, zelfportret

- Charles-François Daubigny 1817-1878
- Eugène Boudin 1824-1898
- Ludovic Piette 1826-1878
- Alphonse Maureau 1830-1883
- Camille Pissarro 1830-1903
- Édouard Manet 1832-1883
- Henri Rouart, 1833-1912
- Edgar Degas 1834-1917
- Édouard Béliard 1835-1902
- Stanislas Lépine 1836-1892
- Alfred Sisley 1839-1899
- Paul Cézanne 1839-1906
- Marie Bracquemond 1840-1916
- Claude Monet 1840-1926
- Frederic Bazille 1841-1870
- Pierre-Auguste Renoir 1841-1919
- Armand Guillaumin 1841-1927
- Berthe Morisot 1841-1895
- Henry Somm 1844-1907
- Albert Dubois-Pillet 1846-1890
- Victor Vignon 1847-1909
- Théodore Roussel 1847-1926
- Gustave Caillebotte 1848-1894
- Paul Gauguin 1848-1903
- Jean Beraud 1849-1935

- Eva Gonzalès 1849-1883
- Albert Lebourg 1849-1928
- Paul-Albert Besnard 1849-1934
- Jean-François Raffaëlli 1850-1924
- Émile Schuffenecker 1851-1934
- Jean-Louis Forain 1852-1931
- Louise Abbéma 1853-1927
- Norbert Goeneutte 1854-1894
- Gaston de La Touche 1854-1913
- Charles Angrand 1854-1926
- Hippolyte Petitjean 1854-1929
- Suzanne Valadon 1855-1938
- Henry Moret 1856-1913

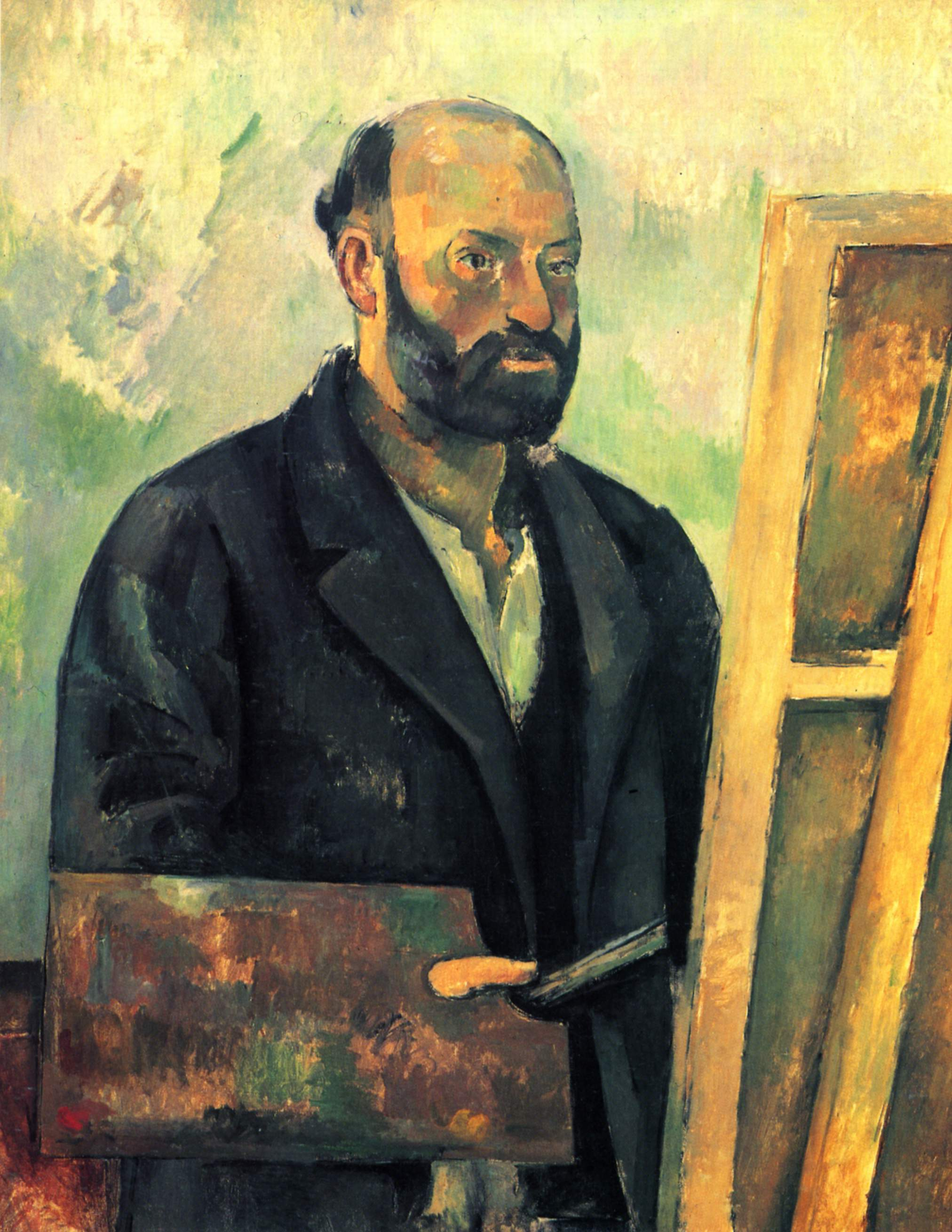
Paul Cézanne, zelfportret

- George-Daniel de Monfreid (1856-1929)
- Maximilien Luce 1858-1941
- Georges Seurat 1859-1891
- Paul César Helleu 1859-1927
- Ernest Laurent 1859-1929
- Émile Jourdan 1860-1931
- Charles Laval 1862-1894
- Henri-Jean Guillaume Martin 1860-1943
- Henri Le Sidaner 1862-1939
- Maxime Maufra 1863-1918
- Paul Sérusier 1863-1927

- Paul Signac 1863-1935
- Lucien Pissarro 1863-1944

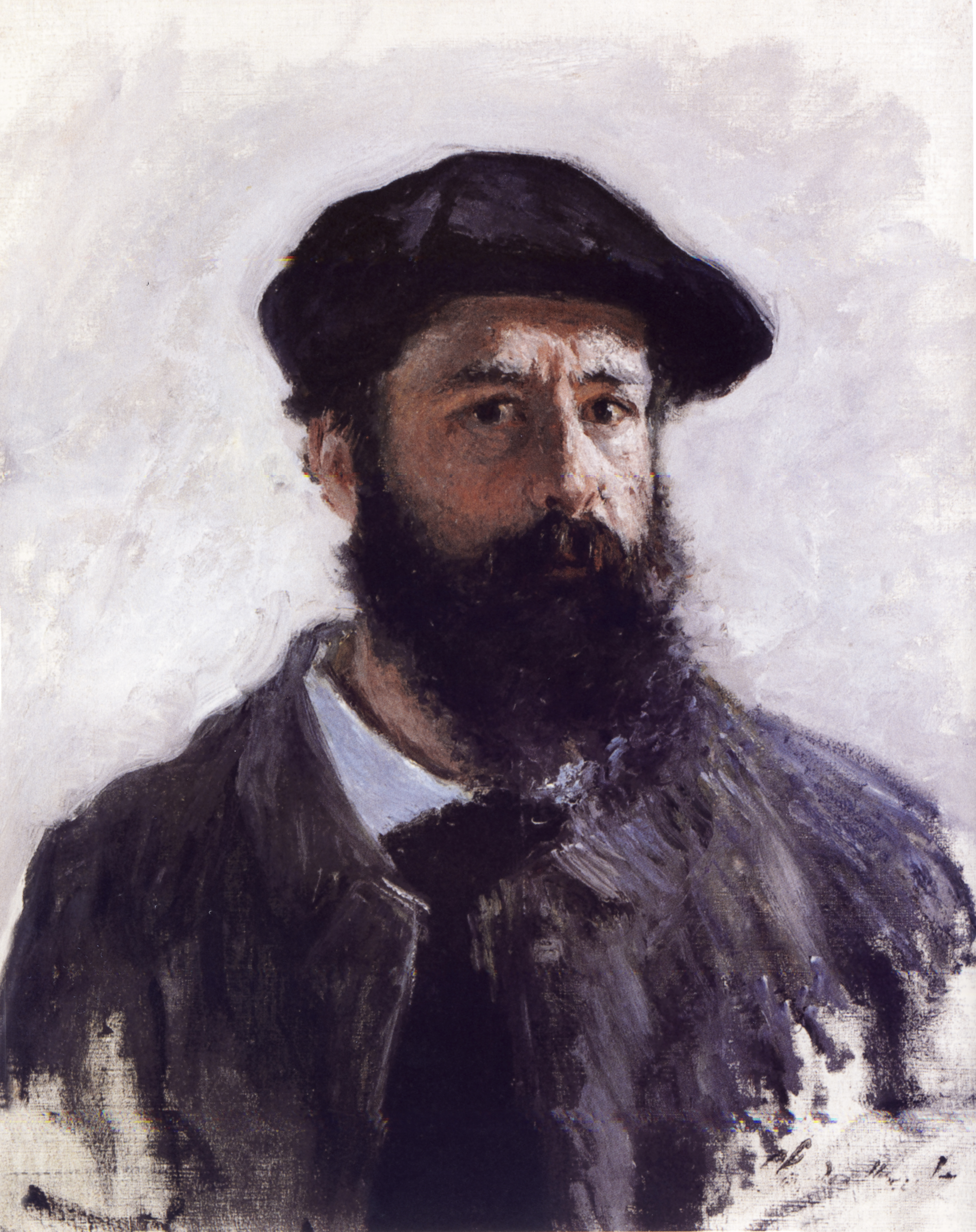
Claude Monet, zelfportret

- Henri de Toulouse-Lautrec 1864-1901
- Louis Hayet 1864-1940
- Gustave Loiseau 1865-1935
- Édouard Vuillard 1868-1940
- Armand Seguin 1869-1903
- Léon Printemps 1871-1945
- Léon Pourtau 1872-1898
- Maurice Utrillo 1883-1955
- Robert Antoine Pinchon 1886-1943

## Australië
- Frederick McCubbin 1855-1917
- Willem Cornelis Rip 1856-1931
- John Peter Russell 1858-1913
- Arthur Streeton 1867-1943
- Charles Conder 1868-1909

## Scandinavië

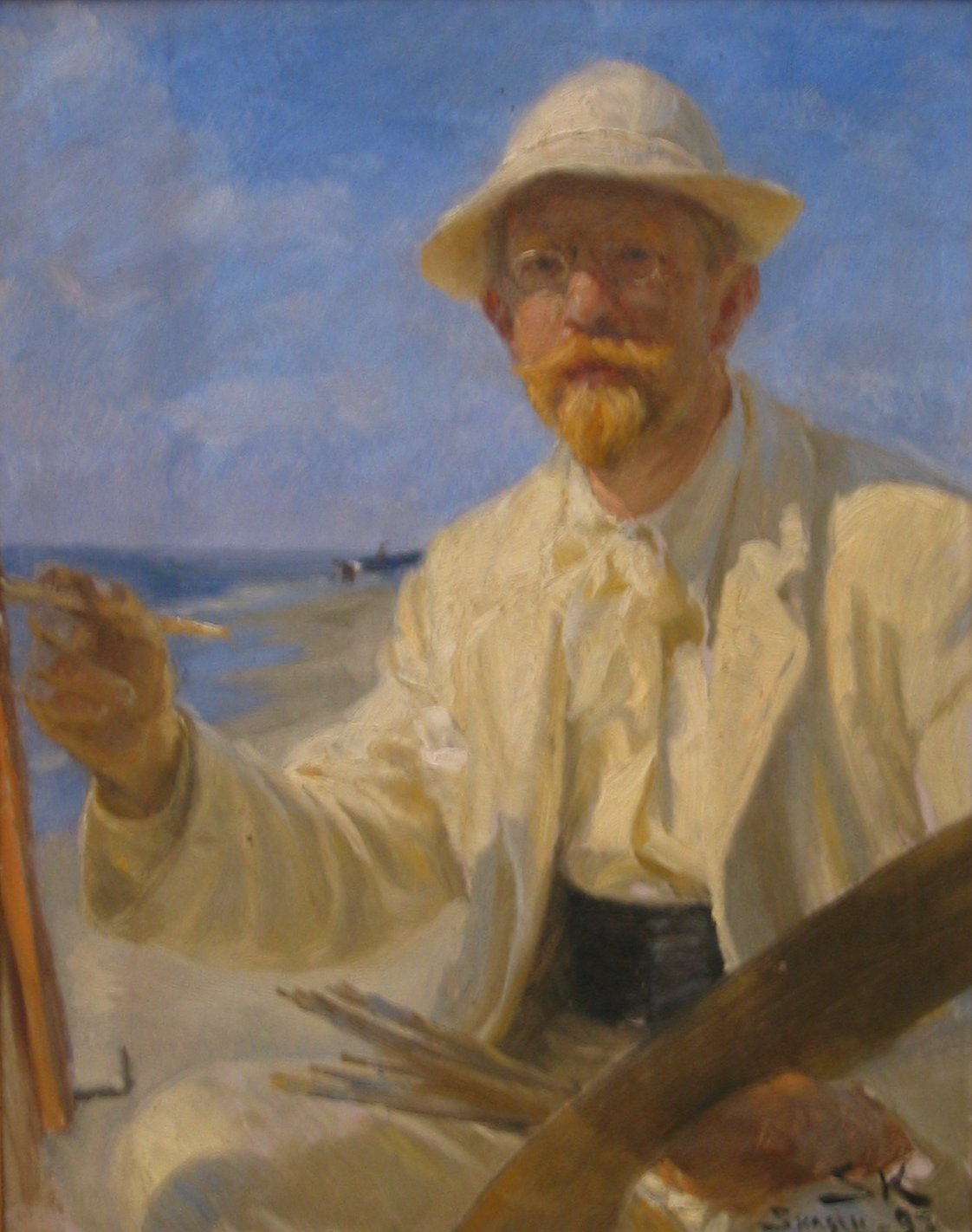
Peder Severin Krøyer, zelfportret

- Theodor Philipsen 1840-1920
- Thorvald Niss 1842-1905
- Harriet Backer 1845-1932
- Frits Thaulow 1847-1906
- Michael Ancher 1849-1927
- Peder Severin Krøyer 1851-1909

- Christian Krohg 1852-1925
- Laurits Tuxen 1853-1927
- Karl Nordström 1855-1923
- Nils Kreuger 1858-1930
- Johan Krouthén 1858-1932
- Anna Ancher 1859-1935
- Anders Zorn, 1860-1920
- Julius Paulsen, 1860-1940
- Fritz Syberg, 1862-1939
- Hanna Pauli, 1863-1940
- Eva Bonnier, 1867-1909
- Marie Krøyer 1867-1940
- Ivar Kamke, 1882-1936

## Canada
- Laura Muntz Lyall 1860-1930
- James Wilson Morrice 1865-1924
- Ernest Lawson 1873-1939
- Tom Thomson 1877-1917
- Helen McNicoll 1879-1915

## Verenigde Staten

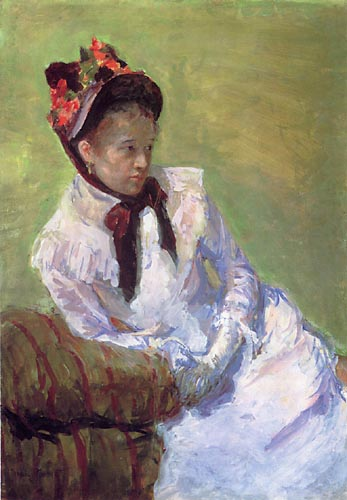
Mary Cassatt, zelfportret

- Mary Cassatt 1844-1926
- Lilla Cabot Perry 1848-1933
- William Merritt Chase 1849-1916
- John Ottis Adams 1851-1927
- Theodore Robinson 1852-1896
- Julian Alden Weir 1852-1919
- John Henry Twachtman 1853-1902
- Leonard Ochtman 1854-1935
- Colin Campbell Cooper 1856-1937
- Edward Henry Potthast 1857-1927
- Henry Ward Ranger 1858-1916
- Joseph DeCamp 1858-1923
- Maurice Prendergast 1858-1924
- Willard Leroy Metcalf 1858-1925
- Robert Vonnoh 1858-1933

- Childe Hassam 1859-1935
- John Leslie Breck 1860-1899
- Dodge MacKnight 1860-1950
- Dennis Miller Bunker 1861-1890
- Theodore Earl Butler 1861-1936
- Charles Courtney Curran 1861-1942
- Robert Reid 1862-1929
- Edmund Charles Tarbell 1862-1938
- Frank Weston Benson 1862-1951
- Paul Cornoyer 1864-1923
- Paul Sawyier 1865-1917
- Philip Leslie Hale 1865-1931
- Guy Rose 1867-1925
- Pauline Palmer 1867-1938
- Joseph Raphael  1869-1950
- Arthur Diehl 1870-1929
- William Glackens 1870-1938
- Mathias Alten 1871-1938
- Frederick Carl Frieseke 1874-1939
- Richard Edward Miller 1875-1943
- Martha Walter 1875-1976
- Mary Agnes Yerkes 1886-1989

## Groot-Brittannië

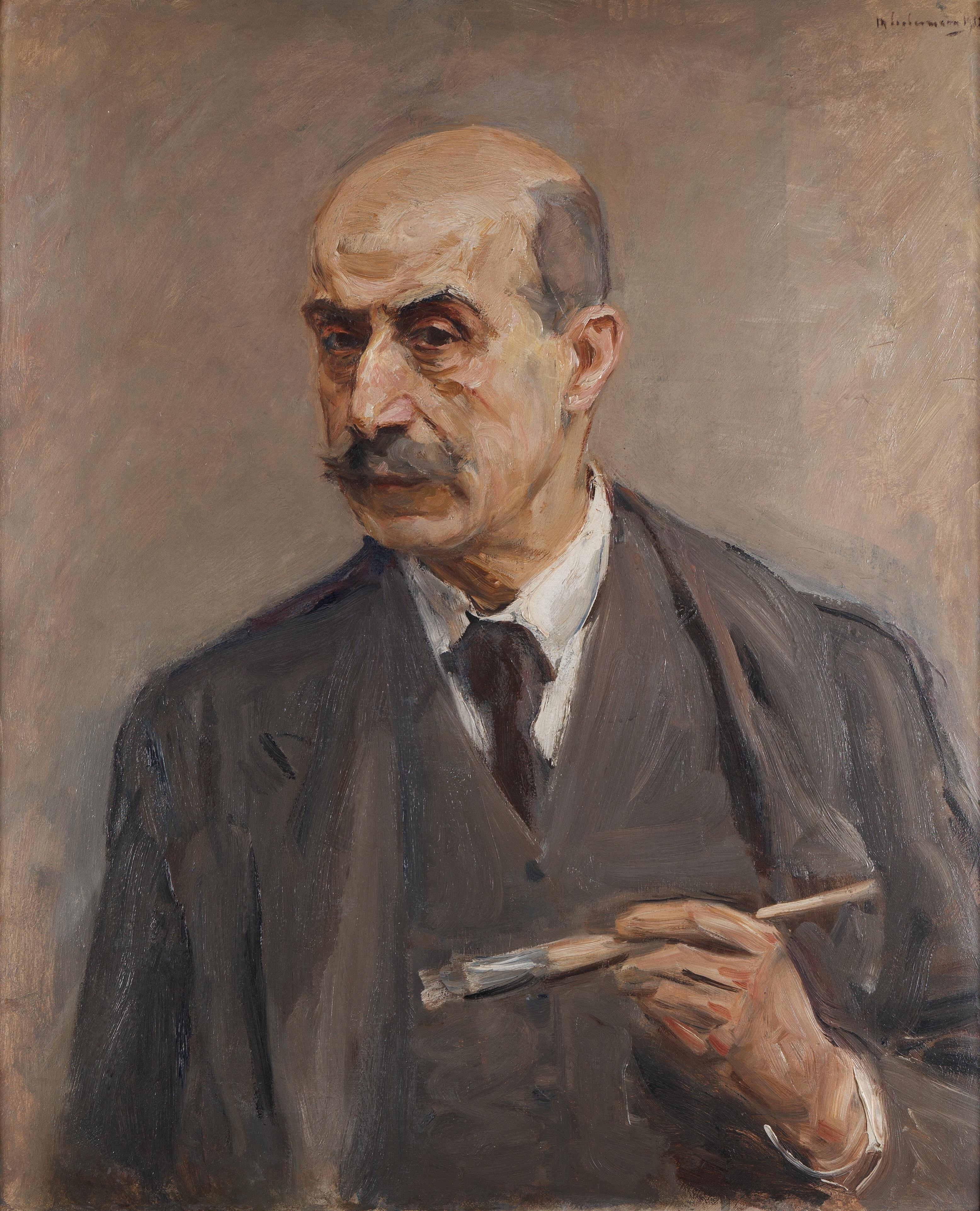
Max Liebermann, zelfportret

- Alexander Mann 1853-1908
- Sydney Starr 1857-1925
- Roderic O'Conor 1860-1940
- Philip Wilson Steer 1860-1942
- Walter Sickert 1860-1942
- Henry Tonks 1862-1937
- Edward Atkinson Hornel 1864-1933
- Robert Bevan 1865-1925
- Samuel Peploe 1871-1935
- Harold Gilman 1876-1919

- Leslie Hunter 1877-1931
- Spencer Gore 1878-1914
- Augustus John 1878-1961
- Francis Cadell 1883-1937

## Duitsland, Oostenrijk
- Tina Blau 1845-1915
- Max Liebermann 1847-1935
- Fritz Von Uhde 1848-1911
- Wilhelm Leibl 1854-1900
- Lovis Corinth 1858-1925
- Hans Hermann 1858-1942
- Paul Baum 1859-1932
- Lesser Ury 1861-1931
- Hans am Ende 1864-1918
- Max Slevogt 1868-1932
- Fritz Overbeck 1869-1909
- Albert Weisgerber 1878-1915

## Italië
- Silvestro Lega 1826-1895
- Telemaco Signorini 1835-1901
- Federico Zandomeneghi 1841-1917
- Giovanni Boldini 1842-1931
- Giuseppe De Nittis 1846-1884
- Medardo Rosso 1858-1928
- Giovanni Segantini 1858-1899

## Rusland

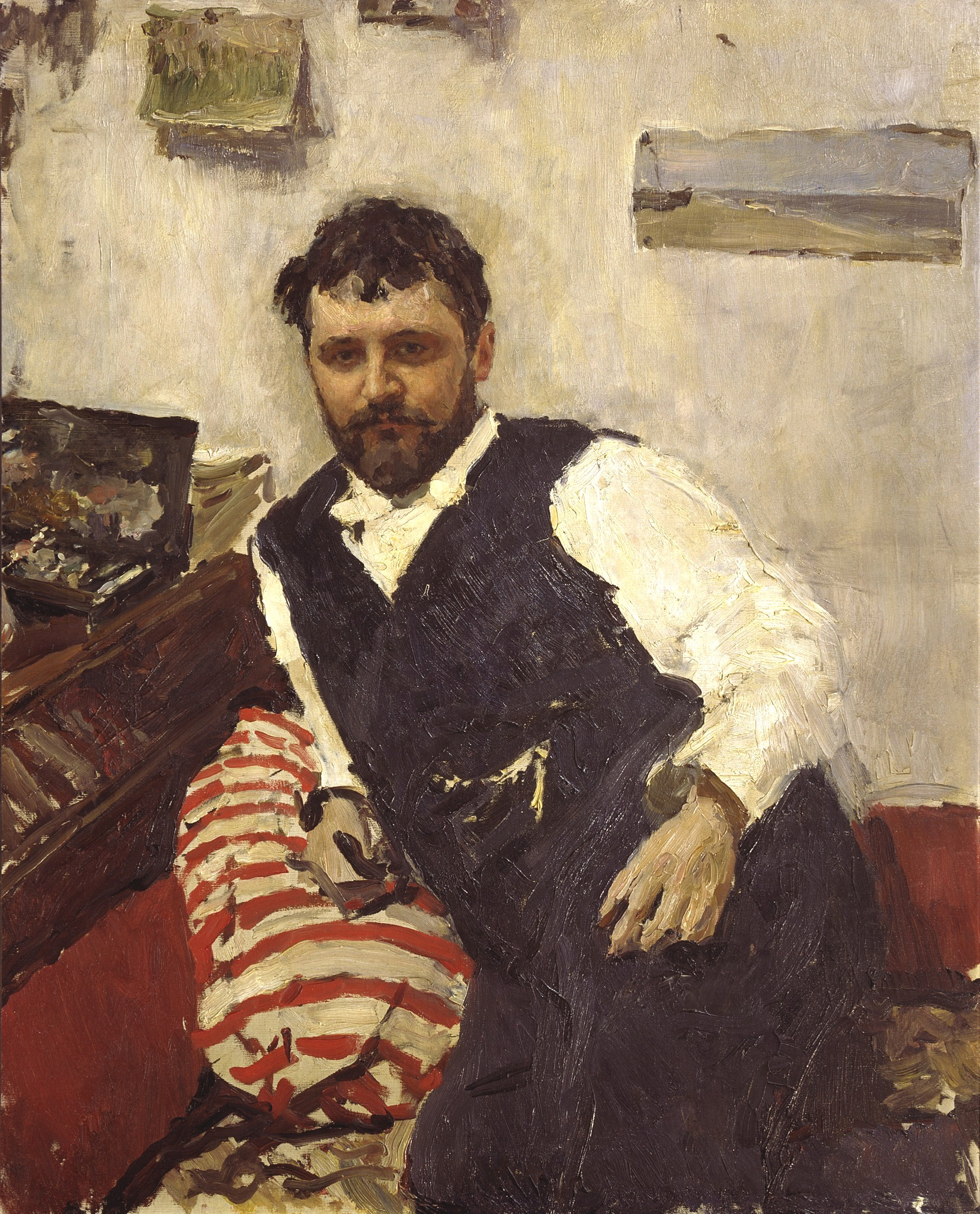
Konstantin Korovin, door Valentin Serov

- Konstantin Korovin 1863-1939
- Leonid Pasternak 1862-1945
- Valentin Serov 1865-1911
- Pjotr Niloes 1869-1943
- Konstantin Gorbatov 1876-1945
- Pjotr Kontsjalovski 1876-1956
- Ilja Masjkov 1881-1944

## Oost-Europa
- Nicolae Grigorescu 1838-1907
- Pál Szinyei Merse 1845-1920
- Ion Andreescu 1850-1882
- Vlaho Bukovac 1855-1922
- Władysław Ślewiński 1856-1918
- Olga Boznańska 1865-1940
- Władysław Podkowiński 1866-1895
- Janis Rozentāls 1866-1916
- Józef Pankiewicz 1866-1940
- Ștefan Luchian 1868-1916
- Antonín Slavíček 1870-1910
- Jan Preisler 1872-1918
- Nadežda Petrović 1873-1915
- Slava Raškaj 1877-1906
- Nicolae Tonitza 1886-1940

## Spanje
- Darío de Regoyos 1857-1913
- Joaquin Sorolla y Bastida 1863-1923
- Francisco Iturrino 1864-1924

## Latijns-Amerika
- Francisco Oller 1833-1917
- Antônio Parreiras 1860-1937
- Joaquín Clausell 1866-1935
- Georgina de Albuquerque 1885-1962